# Loxoconcha kattoi
Loxoconcha kattoi is een mosselkreeftjessoort uit de familie van de Loxoconchidae. De wetenschappelijke naam van de soort is voor het eerst geldig gepubliceerd in 1968 door Ishizaki.